# William Hamilton (teolog)
William Hamilton (n. 9 martie 1924 – d. 28 februarie 2012) a fost un teolog american și susținător al teoriei morții lui Dumnezeu. Hamilton a murit în 2012 la vârsta de 87 de ani în Portland, Oregon.

## Educație și carieră
Hamilton s-a născut în 1924 la Evanston, Illinois. În 1943 a absolvit Oberlin College. El a servit în Marina SUA în timpul celui de-al doilea război mondial, apoi a obținut diploma de master la Union Theological Seminary (New York City) în 1949. În 1952 Hamilton a obținut un doctorat în teologie la Universitatea Saint Andrews din Scoția.
Hamilton și colegul său teolog Thomas J. J. Altizer au scris cartea Radical Theology and the Death of God (1966). Revista Time a publicat articolul „Is God Dead?” în același an. Hamilton a predat teologia la Colgate Rochester Crozer Divinity School până ce și-a pierdut postul în 1967. Apoi a predat religie la New College din Sarasota, Florida, fiind numit în 1970 ca profesor la Portland State University. A îndeplinit acolo funcția de dean of arts and letters până la pensionarea sa în 1986.
Hamilton a murit în urma unor complicații de insuficiență cardiacă congestivă în 2012, la vârsta de 87 de ani în Portland, Oregon. I-au supraviețuit soția Mary Jean și cei cinci copii.